# Karolina Kukuczka
Karolina Kukuczka (* 14. Dezember 2002) ist eine polnische Skilangläuferin.

## Werdegang
Kukuczka, die für den MKS Istebna startet, nahm im Dezember 2018 in Štrbské Pleso erstmals am Slavic-Cup teil und belegte dabei den 13. Platz im Sprint und den 11. Rang über 7,5 km klassisch und wurde im März 2019 bei den Polnischen Meisterschaften in Szklarska Poręba Zweite im Teamsprint. Beim Europäischen Olympischen Winter-Jugendfestival 2019 in Sarajevo kam sie auf den 52. Platz im Sprint, auf den 51. Rang über 5 km Freistil und auf den 29. Platz über 7,5 km klassisch. In der Saison 2019/20 lief sie bei den Olympischen Jugend-Winterspielen 2020 in Lausanne auf den 44. Platz im Sprint, auf den 35. Rang im Cross und auf den 21. Platz über 5 km klassisch und bei den Nordischen Junioren-Skiweltmeisterschaften 2020 in Oberwiesenthal auf den 45. Platz im 15-km-Massenstartrennen. Zudem errang sie mit drei Top-Zehn-Platzierungen, darunter Platz drei über 5 km klassisch in Štrbské Pleso, den neunten Platz in der Gesamtwertung des Slavic-Cups. Nach zwei siebten Plätzen beim Slavic Cup zu Beginn der Saison 2020/21 in Zakopane, belegte sie bei den Nordischen Junioren-Skiweltmeisterschaften 2021 in Vuokatti den 51. Platz im 15-km-Massenstartrennen, den 43. Rang über 5 km Freistil und den sechsten Platz mit der Staffel. Ihre besten Platzierungen beim Saisonhöhepunkt, den Nordischen Skiweltmeisterschaften 2021 in Oberstdorf, waren der 53. Platz im Skiathlon und der 12. Rang mit der Staffel. Zum Saisonende errang sie beim Slavic Cup in Zakopane die Plätze 15 und 12 und erreichte abschließend den neunten Platz in der Gesamtwertung des Slavic Cups.
In der Saison 2021/22 gewann sie mit je zwei ersten und zweiten Plätzen die Gesamtwertung des Slavic-Cups. Zudem wurde sie polnische Meisterin mit der Staffel. Beim Saisonhöhepunkt, den Olympischen Winterspielen 2022 in Peking, belegte sie den 64. Platz über 10 km klassisch und zusammen mit Izabela Marcisz, Monika Skinder und Weronika Kaleta den 14. Rang in der Staffel. Bei den nachfolgenden Nordischen Junioren-Skiweltmeisterschaften in Lygna kam sie auf den 35. Platz über 5 km klassisch, auf den 28. Rang im 15-km-Massenstartrennen und auf den 11. Platz mit der Staffel.

## Teilnahmen an Weltmeisterschaften und Olympischen Winterspielen

### Olympische Spiele
- 2022 Peking: 14. Platz Staffel, 64. Platz 10 km klassisch

### Nordische Skiweltmeisterschaften
- 2021 Oberstdorf: 12. Platz Staffel, 53. Platz 15 km Skiathlon, 65. Platz 10 km Freistil, 71. Platz Sprint klassisch

## Siege bei Continental-Cup-Rennen
| Nr. | Datum         | Ort           | Disziplin       | Serie      |
| --- | ------------- | ------------- | --------------- | ---------- |
| 1.  | 12. März 2022 | Štrbské Pleso | 10 km klassisch | Slavic Cup |
| 2.  | 13. März 2022 | Štrbské Pleso | 10 km Freistil  | Slavic Cup |